# Aparat Webera
Aparat Webera, narząd Webera – układ wzmacniający zdolność odbierania dźwięków większości ryb otwartopęcherzowych. Nazwa upamiętnia  niemieckiego anatoma i fizjologa Ernsta Heinricha Webera, który opisał ten narząd w 1820.
Aparat Webera składa się z szeregu zmodyfikowanych elementów kostnych i więzadeł przedniego odcinka 4–5 zrośniętych kręgów, łączących pęcherz pławny z uchem wewnętrznym w celu przenoszenia dźwięku; towarzyszą temu modyfikacje w obszarze czaszki zawierającym narządy słuchu i równowagi. Drgania odbierane przez ciało ryby są przekazywane do ścian pęcherza pławnego, a stąd na ścianę błędnika i dalej nerwem słuchowo-równoważnym do ośrodków mózgowych, gdzie są odbierane jako wrażenia dźwiękowe.
Obecność aparatu Webera jest cechą diagnostyczną kladu Otophysi obejmującego ryby otwartopęcherzowe z wyjątkiem piaskolcokształtnych. Jego budowa różni się w poszczególnych grupach otwartopęcherzowych. Wyróżniane są dwa zasadnicze typy budowy: prosty (np. u piskorzowatych) i odwrócony (np. u sumowatych).
W składzie tego narządu wyróżnia się przestrzeń śródchłonkową błędnika, szczelinę przedlimfatyczną komory słuchowej, kostki aparatu Webera w zmiennej liczbie i komorę powietrzną pęcherza pławnego, która może być wolna lub zamknięta w puszcze kostnej. Połączenie błędnika ze ścianą pęcherza zapewniają kości czółenka (scaphium), kostki ryglowej (claustrum), kostki wstawkowej (intercalarium) i trójdzielnej (tripus). Kostka trójdzielna jest największą z nich, przyrośniętą bezpośrednio do ściany komory pęcherza pławnego.
Ryby dysponujące aparatem Webera mogą odczuwać znikomo małe zmiany ciśnienia rzędu 30 mmHg (ok. 40 hPa).